# Museo Madame Tussauds

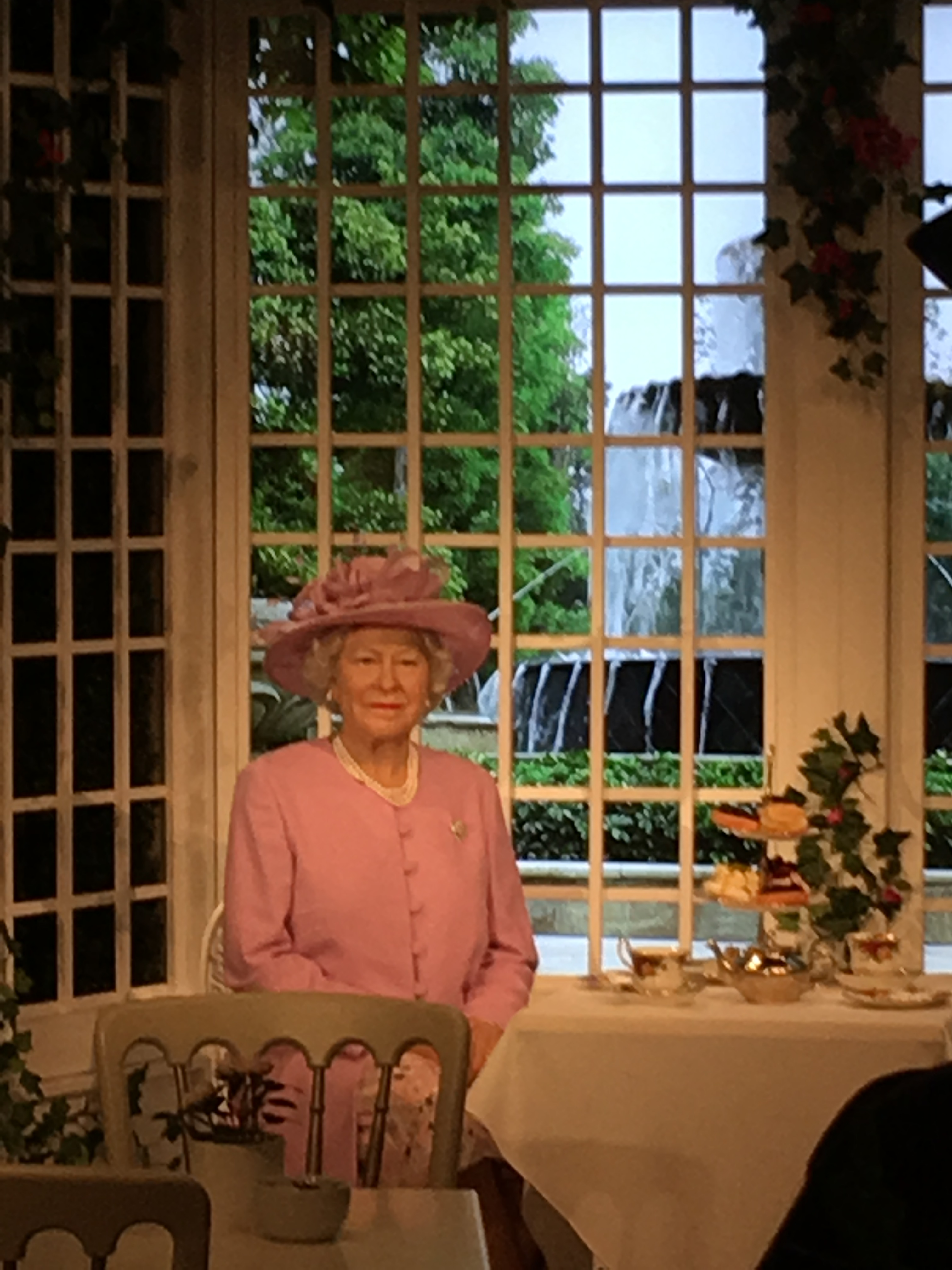
Isabel II en el museo Madame Tussauds en Londres. Concretamente en la sección inglesa del museo.

El Museo Madame Tussauds es el museo de cera más conocido en el mundo. Posee la colección más grande de figuras de celebridades. La sede central del museo está en Londres, Inglaterra, Reino Unido, pero también hay establecimientos en otras grandes ciudades alrededor del mundo.

## Madame Tussaud
Marie Tussaud, de soltera Marie Grosholtz, fue una escultora de cera nacida el 1 de diciembre de 1761 en Estrasburgo, Francia, y fallecida en Londres el 16 de abril de 1850.
La técnica usada por Marie Tussaud para realizar sus obras fue a base de cera, la cual aprendió a modelar bajo la enseñanza de su tutor Philippe Curtius mientras su madre trabajaba como su ama de llaves. La cera es un éster de los ácidos grasos que se obtiene mediante un proceso de esterificación, el cual es una "reacción química entre un ácido carboxílico y un alcohol". Antes de cualquier proceso, la cera en su condición natural es extraída de los panales de las abejas.
Se realizó la primera exposición de las figuras de cera de Curtius en 1770, lo que atrajo a una gran audiencia. La exposición se trasladó al Palacio Real en París, en 1776. Se abrió una segunda exposición sobre el Boulevard del Temple en 1782, el "Caverne des Grands Voleurs", precursor de lo que sería la Cámara de los Horrores. A los 19 años, Marie se convirtió en maestra de arte de la hermana del rey Luis XVI de Francia por lo que se mudó a vivir a la Corte Real del Palacio de Versalles. Al morir el doctor Curtius, Tussaud heredó toda su colección de figuras de cera. En 1835 la exhibición de Madame Tussaud se estableció de manera permanente en Londres, a la cual se podía acceder pagando seis peniques. Madame Tussaud esculpió los bustos de Necker y del Duque de Orleans. También fue autora de una escultura en cera de Marie-Jeanne du Barry, la amante del rey Luis XV. También modeló los rostros de  Marat, de Luis XVI y de Robespierre, entre otros guillotinados, actualmente expuestos en la sección llamada "Cámara de los Horrores" del Museo Tussauds.

## Ciudades que tienen museos Madame Tussauds

### Estados Unidos
- Las Vegas
- Los Ángeles
- Nashville
- Nueva York
- Orlando
- San Francisco
- Washington D.C

### Europa
- Ámsterdam
- Berlín
- Blackpool
- Budapest
- Estambul
- Londres
- Praga
- Viena

### Asia

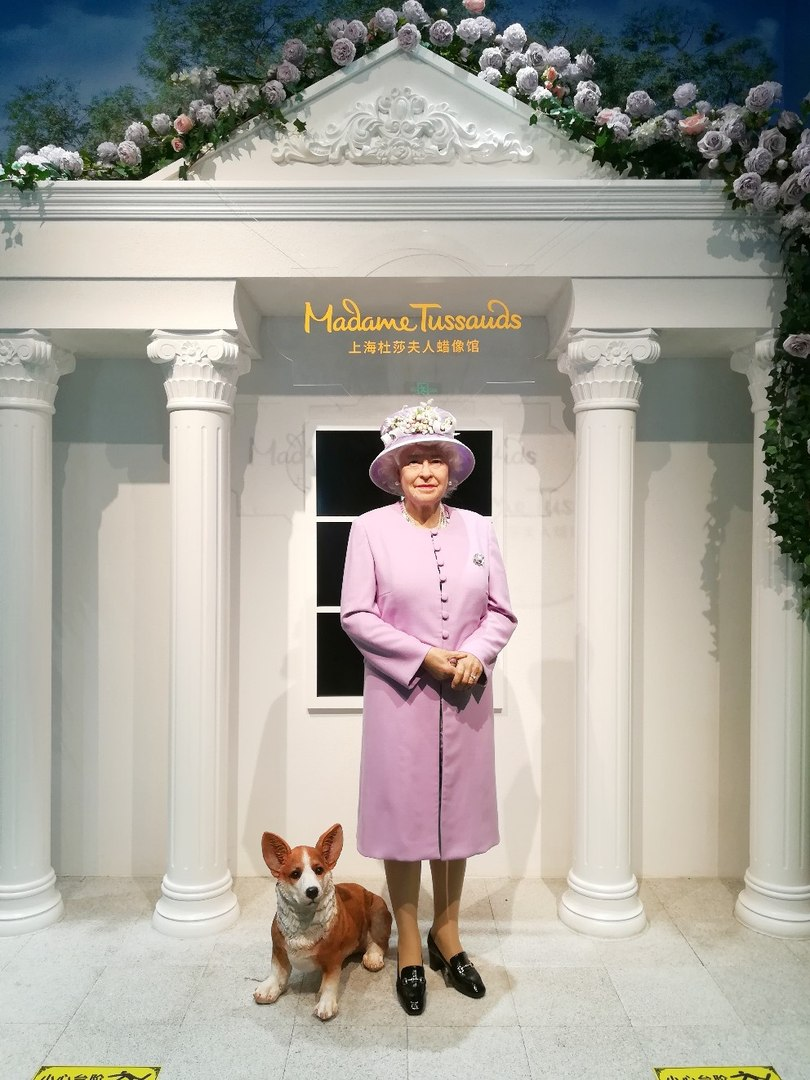
Figura de cera de la reina Isabel II de Gran Bretaña en el Museo Madame Tussauds en Shanghái, China

- Bangkok
- Chongqing
- Dubái
- Hong Kong
- Nueva Delhi
- Pekín
- Shanghái
- Singapur
- Tokio
- Wuhan

### Oceanía
- Sídney